# ویلیام چمبلیس
ویلیام جوزف چمبلیس (به انگلیسی: William Joseph Chambliss)؛ (۱۹۳۳–۲۲ فوریه ۲۰۱۴) جرم‌شناس و جامعه‌شناس آمریکایی بود. او بیش از ۲۰ سال استاد جامعه‌شناسی و عدالت کیفری در دانشگاه جورج واشینگتن بود. او از پیشگامان نظریه تضاد (نظریه اجتماعی) بود که از جمله به این نتیجه رسید که تضاد بین طبقه‌های اجتماعی مختلف نیروی اساسی در جوامع سرمایه‌داری است. او علاوه بر مشارکت‌های علمی تحول‌آفرین، معلم و مربی بسیاری از جرم‌شناسان و جامعه‌شناسان برجسته امروزی بود.

## زندگی اولیه و تحصیل
ویلیام چمبلیس در سال ۱۹۳۳ در بوفالو، نیویورک زاده شد. او مدرک لیسانس خود را از دانشگاه کالیفرنیا، لس آنجلس در سال ۱۹۵۵ دریافت کرد. و دکترای وی از دانشگاه ایندیانا در سال ۱۹۶۲، هر دو در جامعه‌شناسی. او همچنین در جوانی در سپاه ضد جاسوسی در جنگ کره خدمت کرد.

## شغل
نخستین موقعیت آکادمیک چمبلیس در دانشگاه واشینگتن بود، جایی که بلافاصله پس از دریافت دکترا در سال ۱۹۶۷ به آنجا پیوست. او دونالد کرسی، یکی از مربیان اولیه‌اش، را در دانشگاه کالیفرنیا، سانتا باربارا دنبال کرد. وی بعدها پیش از پیوستن به دانشگاه جورج واشینگتن در سال ۱۹۸۶ به مدت یک دهه در دانشگاه دلاویر تدریس کرد.

## زندگی شخصی و مرگ
چمبلیس با پرنیل چمبلیس ازدواج کرد که از او صاحب سه فرزند شد: جفری، لورن و جیمز. پرنیل گفت: ویلیام «بهترین قلب» را داشت. او در ۸۰ سالگی در ۲۲ فوریه ۲۰۱۴ بر اثر سرطان درگذشت.

## افتخارات و جوایز
چمبلیس دو جایزه یک عمر دستاورد انجمن جامعه‌شناسی آمریکا دریافت کرد: یکی از بخش جرم‌شناسی و دیگری از بخش جامعه‌شناسی حقوق. او همچنین به عنوان رئیس انجمن جرم‌شناسی آمریکا و جامعه برای مطالعه مسائل اجتماعی خدمت کرد. در سال ۲۰۱۲، انجمن مطالعه مشکلات اجتماعی، جایزه یک عمر دستاورد ویلیام جی چمبلیس را برای به رسمیت شناختن برتری و دستاوردهای حرفه ای در حوزه قانون و جامعه ایجاد کرد.

## پیوند با بیرون
- انتشارات نمایه‌شدهٔ ویلیام چمبلیس توسط گوگل اسکالر

| انجمن‌های حرفه‌ای و آکادمیک | انجمن‌های حرفه‌ای و آکادمیک                                   | انجمن‌های حرفه‌ای و آکادمیک |
| ------------------------- | ----------------------------------------------------------- | ------------------------- |
| پیشین: دون گوتفردسون      | انجمن‌های حرفه ای و دانشگاهی رئیس انجمن جرم‌شناسی آمریکا ۱۹۸۸ | پسین: جوآن مک‌کورد         |